# Leila Diniz
Leila Roque Diniz (Niterói, 25 marzo 1945 – Nuova Delhi, 14 giugno 1972) è stata un'attrice brasiliana.

## Biografia

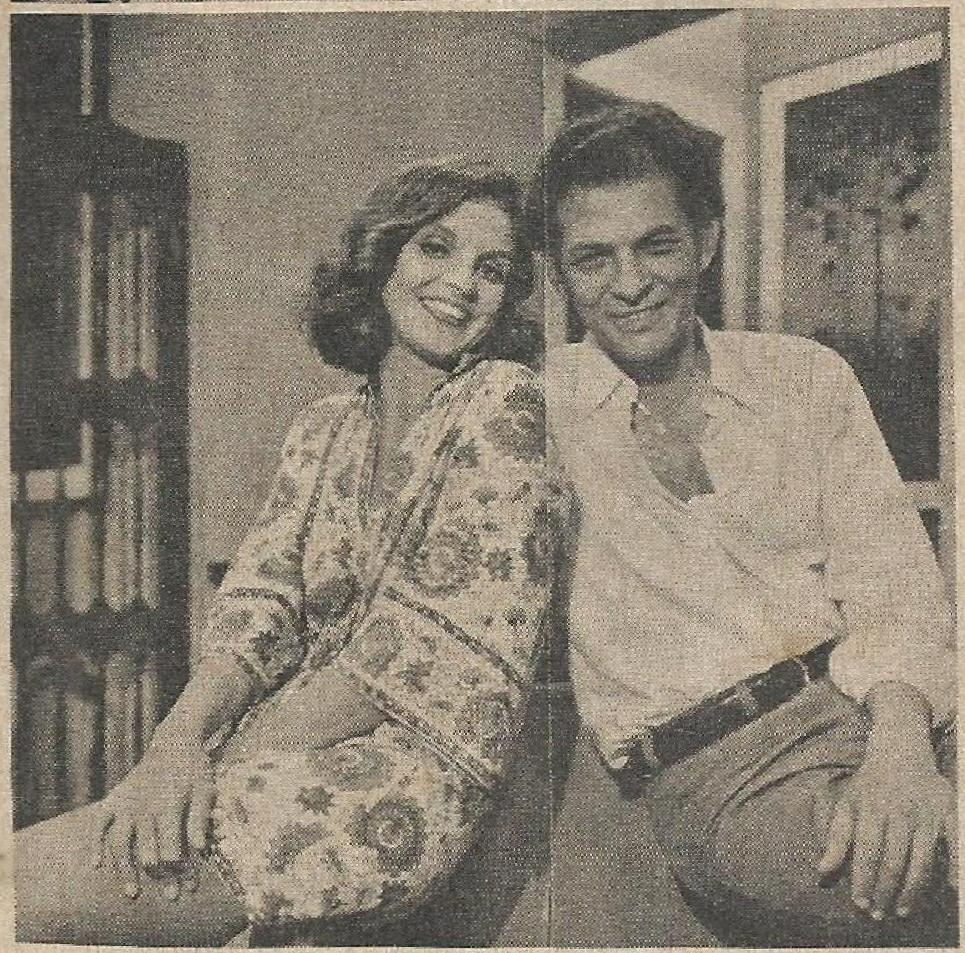
Leila Diniz nel 1972 poco prima della morte, con l'ex marito Ruy Guerra.

Proveniente da una famiglia di simpatizzanti del comunismo, Leila Diniz ricevette un'educazione senza tabù. A diciassette anni si sposò col regista Domingos de Oliveira e a diciotto iniziò a lavorare come maestra d'asilo. 
Fu soltanto dopo aver divorziato (il matrimonio durò appena tre anni) che decise di tentare una carriera nel mondo dello spettacolo. Leila Diniz debuttò in teatro e subito dopo iniziò a lavorare nelle telenovele (tra cui Ilusões Perdidas, la prima in assoluto prodotta da Rede Globo) e al cinema (dove fu diretta anche dall'ex marito) mettendosi in luce per la sua bellezza, alla quale si accompagnava un'indubbia bravura.
La sua carriera televisiva subì uno stop nel 1969, allorché lei in un'intervista affermò: "Si può amare una persona e al tempo stesso andare a letto con un'altra. A me è successo". Scattò dunque, per ordine dei militari allora al potere in Brasile, il cosiddetto decreto Diniz, col quale all'attrice vennero chiuse le porte della tv . Anziché demoralizzarsi, Leila Diniz, che si era nel frattempo sposata in seconde nozze col regista Ruy Guerra, giocò la carta della provocazione, facendosi fotografare in stato interessante nelle acque dell'Atlantico (partorì poi una bimba, Janaina). Nell'ultimo periodo Leila Diniz si orientò decisamente verso il cinema, con prove che valsero a farle guadagnare ulteriori consensi del pubblico e della critica.
Morì nel 1972 in un incidente aereo avvenuto in India, poco dopo aver divorziato da Ruy Guerra: l'attrice era di ritorno dall'Australia, dove aveva ricevuto un premio per il ruolo svolto nel film Mãos Vazias, presentato in concorso a un festival cinematografico . Lasciò, oltre alla figlia (che venne allevata da Chico Buarque e da Marieta Severo), la sorella Ligia, anche lei attrice.

## Nella cultura di massa
- Nel 1987 è uscito al cinema un film sulla sua vita, intitolato appunto Leila Diniz, con Louise Cardoso nel ruolo principale.
- Nel 1993 Rita Lee l'ha menzionata nella canzone Todas as Mulheres do Mundo.

## Omaggi
- Nel 2011 il governo brasiliano le ha conferito l'Ordem do Mérito Cultural alla memoria.

## Filmografia

### Cinema
- O Mundo Alegre de Helô (1967)
- Mineirinho, Vivo ou Morto (1967)
- Todas as Mulheres do Mundo (1967)
- Juego peligroso (1967)
- Edu, Coração de Ouro (1968)
- O Homem Nu (1968)
- A Madona de Cedro (1968)
- Fome de Amor (1968)
- Corisco, o Diabo Loiro (1969)
- Os Paqueras (1969)
- Azyllo Muito Louco (1970)
- O Donzelo (1970)
- Mãos Vazias (1971)
- Amor, Carnaval e Sonhos (1972)
- O Dia Marcado (postumo, 1977)

### Televisione
- Ilusões Perdidas - Rede Globo (1965)
- Paixão de Outono - TV Paulista (1965)
- Um Rosto de Mulher - TV Paulista (1965)
- Eu Compro Esta Mulher - Rede Globo (1966)
- O Sheik de Agadir - Rede Globo (1966-1967)
- A Rainha Louca - Rede Globo (1967)
- Anastácia, a Mulher sem Destino - Rede Globo (1967)
- O Direito dos Filhos - TV Excelsior (1968)
- Acorrentados - TV Rio (1969)
- Vidas em Conflito - TV Excelsior (1969)
- Dez Vidas - TV Excelsior (1969-1970)
- E Nós, Aonde Vamos? - TV Tupi (1970)